# Bitlis (tartomány)
Bitlis tartomány Törökország délkeleti részén fekszik, területe 8010 km², a Muşi síkság keleti részét, a Van-tótól nyugatra fekvő fennsík egy részét és a Bitlis város környékén lévő hegyvidéket foglalja magában.

## Földrajza
A terület több mint 70%-a hegység, a tengerszint feletti magasság számos helyen meghaladja a 2000 métert. A legmagasabb hegyek a Süphan Daği (4434 m), a Nemrut vulkán (3050 m) és a Ziyaret Daği (2540 m). A tartomány keleti részén fekszik Törökország legnagyobb tava, a Van-tó. Éghajlata erősen kontinentális: télen sok csapadék hullik és hideg az időjárás, míg nyáron meleg az éghajlat. 

## Története
Bitlis tartomány az Urartu Birodalom központi részén feküdt, majd az asszírokhoz, perzsákhoz került. Maga a tartomány a nevét Bedlis hadvezérről kapta, aki Nagy Sándor seregében szolgált és a környéken építtetett várat magának. A diadokhoszok uralmát a terület fölött a Római Birodalom törte meg, elfoglalva a területet. A Római Birodalom széthullása után a tartomány a Bizánci Császársághoz került. 1514-ben került a terület az Oszmán Birodalom fennhatósága alá. A kurd népesség az oszmánok uralma alatt széles körű autonómiával rendelkezett. Az első világháború alatt az oroszok vonultak be a tartományba, de végül a terület Törökországnál maradt.

## Gazdasága
Gabonát, gyümölcsöt és dohányt termesztenek a lakosok, fejlett a dohányfeldolgozó ipara és a bőrdíszművesség. Jellemző a vidékre a durva vásznak szövése és festése. 

## Ilcsék
A tartomány az alábbi ilcsékre oszlik:
- Ahlat (kurdul Xelat)
- Adilcevaz (kurdul Elcewaz)
- Bitlis (körzet) (kurdul Bilîs)
- Güroymak (kurdul Norşin)
- Hizan (kurdul Vestan)
- Mutki (kurdul Motki)
- Tatvan (kurdul Tetwan)

## Lakossága
2000-ben 388 680 lakosa volt a tartománynak. 1914-ben még 437 500 ember élt a területen, amelyből 114 700 örmény nemzetiségű volt. Az örmény népirtás és az üldözések miatt azonban még 2000-ben sem érte el az 1914-es egykori lakosságszámot a tartomány. 